# Phaedon salicinus
Phaedon salicinus is een keversoort uit de familie bladkevers (Chrysomelidae). De wetenschappelijke naam van de soort werd in 1845 gepubliceerd door Oswald Heer.